# Santa Maria (São João do Tigre)
Santa Maria, ou Santa Maria da Paraíba, é um distrito da cidade de São João do Tigre, Paraíba, Brasil.

## Geografia
Localizada a mais de 800 metros de altitude, na porção sudeste do município de São João do Tigre, junto ao limite com Pernambuco e inteiramente dentro da Área de Proteção Ambiental das Onças, o distrito apresenta um clima tropical com estação seca, próximo de ser classificado como tropical de altitude.

### Clima
Dados do Departamento de Ciências Atmosféricas, da Universidade Federal de Campina Grande, mostram que o distrito de Santa Maria apresenta um clima com média pluviométrica anual de 744.7 mm e temperatura média anual de 21.3 °C.
| Dados climatológicos para Santa Maria da Paraíba | Dados climatológicos para Santa Maria da Paraíba | Dados climatológicos para Santa Maria da Paraíba | Dados climatológicos para Santa Maria da Paraíba | Dados climatológicos para Santa Maria da Paraíba | Dados climatológicos para Santa Maria da Paraíba | Dados climatológicos para Santa Maria da Paraíba | Dados climatológicos para Santa Maria da Paraíba | Dados climatológicos para Santa Maria da Paraíba | Dados climatológicos para Santa Maria da Paraíba | Dados climatológicos para Santa Maria da Paraíba | Dados climatológicos para Santa Maria da Paraíba | Dados climatológicos para Santa Maria da Paraíba | Dados climatológicos para Santa Maria da Paraíba |
| Mês                                              | Jan                                              | Fev                                              | Mar                                              | Abr                                              | Mai                                              | Jun                                              | Jul                                              | Ago                                              | Set                                              | Out                                              | Nov                                              | Dez                                              | Ano                                              |
| ------------------------------------------------ | ------------------------------------------------ | ------------------------------------------------ | ------------------------------------------------ | ------------------------------------------------ | ------------------------------------------------ | ------------------------------------------------ | ------------------------------------------------ | ------------------------------------------------ | ------------------------------------------------ | ------------------------------------------------ | ------------------------------------------------ | ------------------------------------------------ | ------------------------------------------------ |
| Temperatura máxima média (°C)                    | 29,5                                             | 29,0                                             | 28,3                                             | 27,5                                             | 25,7                                             | 24,4                                             | 24,1                                             | 25,4                                             | 27,2                                             | 29,3                                             | 29,9                                             | 30,0                                             | 27,5                                             |
| Temperatura média (°C)                           | 22,8                                             | 22,6                                             | 22,3                                             | 21,9                                             | 20,8                                             | 19,6                                             | 18,9                                             | 19,2                                             | 20,4                                             | 21,9                                             | 22,7                                             | 22,9                                             | 21,3                                             |
| Temperatura mínima média (°C)                    | 18,9                                             | 19,0                                             | 19,1                                             | 18,9                                             | 18,1                                             | 17,0                                             | 15,9                                             | 15,7                                             | 16,5                                             | 17,4                                             | 18,1                                             | 18,5                                             | 17,8                                             |
| Chuva (mm)                                       | 44,8                                             | 82,8                                             | 138,7                                            | 138,0                                            | 71,0                                             | 77,1                                             | 81,1                                             | 34,4                                             | 19,7                                             | 12,3                                             | 9,5                                              | 29,1                                             | 744,7                                            |
| Fonte: Departamento de Ciências Atmosféricas.    |                                                  |                                                  |                                                  |                                                  |                                                  |                                                  |                                                  |                                                  |                                                  |                                                  |                                                  |                                                  |                                                  |

1. ↑  «TEMPERATURA COMPENSADA MENSAL E ANUAL DA PARAÍBA». Departamento de Ciências Atmosféricas. Consultado em 11 de junho de 2014. Cópia arquivada em 11 de junho de 2014
2. ↑  «TEMPERATURA MÍNIMA MENSAL E ANUAL DA PARAÍBA». Departamento de Ciências Atmosféricas. Consultado em 11 de junho de 2014. Cópia arquivada em 11 de junho de 2014
3. ↑  «PRECIPITACAO MENSAL». Departamento de Ciências Atmosféricas. 1911–1990. Consultado em 11 de junho de 2014. Cópia arquivada em 11 de junho de 2014
4. ↑  «TEMPERATURA MAXIMA MENSAL E ANUAL DA PARAIBA». Departamento de Ciências Atmosféricas. 1911–1980. Consultado em 11 de junho de 2014. Cópia arquivada em 11 de junho de 2014